# J-NM01
J-NM01(ジェイ エヌエム ゼロイチ)は、ノキアが製造し、J-フォン（現・ソフトバンク）が販売していたPDC通信方式の携帯電話端末である。

## 特徴
J-PHONEとしては1998年に発売されたDP-154EX以来となるノキア製端末で、三洋電機のJ-SA03をベースとして開発された。カメラはPNG・JPEG両対応。
基本的な性能はJ-SA03とほぼ同等だが、カラーバリエーションの設定と質量が異なる。また、本体には「NOKIA」のロゴが刻印されている。

## 歴史
- 2001年4月5日 - J-フォン西日本から先行発表。
- 2001年4月17日 - J-フォン東日本・東海から発表。
- 2001年6月6日 - 発売。